# Pertibi Tembe
Pertibi Tembe is een bestuurslaag in het regentschap Karo van de provincie Noord-Sumatra, Indonesië. Pertibi Tembe telt 691 inwoners (volkstelling 2010).